# 淡路二本松駅
淡路二本松駅（あわじにほんまつえき）は、かつて兵庫県洲本市上内膳に存在した、淡路交通鉄道線の駅（廃駅）である。

## 歴史
- 1922年（大正11年）11月26日：淡路鉄道の開通に伴い、二本松駅として開業[1]。当初は信号機が設置されていた[2]。
- 1923年（大正12年）11月20日：信号機を掃守駅へ移設[2]。
- 1931年（昭和6年）10月28日：信号機を再設置[2]。
- 1932年（昭和7年）
  - 9月30日：転轍器転換装置を梃子集中装置へ変更[2]。
  - 11月2日：ホームを延長[2]。
- 1935年（昭和10年）3月31日：駅舎を改築[2]。
- 1936年（昭和11年）11月20日：保線用物置小屋を新設[2]。
- 1937年（昭和12年）4月：淡路二本松駅へ改称[2]。
- 1938年（昭和13年）9月27日：構内踏切を新設[2]。
- 1939年（昭和14年）3月31日：増築、井戸を新設[2]。
- 1943年（昭和18年）7月：社名改称に伴い淡路交通鉄道線の駅となる。
- 1966年（昭和41年）10月1日：鉄道線の廃線に伴い廃止[3]。

## 駅構造
相対式ホーム2面2線の地上駅。各ホーム納寄りに県道に繋がる出入口があり、下りホームには駅舎が設置されていた。
交換可能駅で、晩年は30分ヘッドで行き違いが行われていた。

## 駅周辺
- 兵庫県道472号鳥飼浦洲本線
- 兵庫県道469号上内膳塩尾線
- 兵庫県道125号洲本松帆線
- 神戸淡路鳴門自動車道洲本IC
- パナソニック エナジー洲本工場
- 天理教本八弘分教会

## 駅跡
跡地は二本松交差点となっており、3本の県道が交わる。駅の存在を示すものは残っていない。

## 隣の駅
淡路交通
鉄道線
先山駅 - 淡路二本松駅 - 納駅